# MBC 특집 드라마
MBC(문화방송) 특집 드라마는 명절이나 특정 기간으로 지정된 날이나 달을 기념하기 위해 비정기적으로 편성·방영되는 프로그램이다.

## 작품 리스트
|  | - 아래의 텔레비전 드라마 중 2002년 11월 이후에 시청 가능 연령을 표시하는 드라마 등급 제도를 의무적으로 시행하고 있습니다. - 2017년 3월 1일부터 TV 프로그램 등급 표시 외에 주제, 폭력성, 선정성, 언어, 모방 위험 등 분류 사유 표시를 의무적으로 시행하고 있습니다. |

### 1960년대

#### 1969
- 《태양의 연인들》 : 8.9 · 19:40~20:35 (개국 특집)
- 《무더운 여름밤》 : 8.15 · 불명 (8.15 특집)

### 1970년대

#### 1970
- 《무더운 여름밤》 : 8.12  (개국 1주년 특집, 앙코르)

#### 1971
- 《꽃님이》 : 1.1 · 09:00~10:55 (신년 특집)
- 《사랑은 죽음을 넘어》 : 6.25 · 10:30~11:25 (6.25 특집)
- 《사슴이 노는 언덕》 : 10.2 · 19:55~21:00 (추석 특집)
- 《흥부전》 : 12.2 (개국 2주년 특집, 창극)
- 《돌아온 사나이》 : 12.25 (성탄절 특집)

#### 1972
- 《불타는 여름》 : 6.24 · 10:20 (6.25 특집)

#### 1973
- 《돌연변이》 : 1.11 · 20:10~21:00 (신춘 특집)

#### 1974
- 《선네》 : 1.3 · 19:40~20:50 (신년 특집, 뮤지컬)
- 《단골네》 : 6.1 · 18:20~19:20 (새마을 특집)

#### 1975
- 《잊어버린 얼굴》 : 6.28 · 19:20~20:00~29 17:50~19:10 (6.25 특집)
- 《가갸거겨》 : 8.15 (광복 30주년 특집)

#### 1976
- 《탄생》 : 1.3 · 18:40~19:35 (신년 특집)
- 《거룩한 손님》 : 3.1 · 10:30~12:20 (3.1절 특집, 새마을)
- 《소나기》 : 6.25 (6.25 특집)
- 《8월의 태양》 : 8.15 · 08:40~10:00 (8.15 특집 드라마, 새마을)
- 《쇠랑산 처녀》 : 10.31 · 22:00~23:00 (문화방송ㆍ경향신문 통합 2주년 특집 드라마, 새마을)
- 《따뜻한 바다》 : 12.30 · 18:00~18:30 (어린이 특집)

#### 1977
- 《해뜨는 집》 : 1.1 · 20:05~21:05 (신년 특집)
- 《아리랑 아!》 : 2.20 · 22:00~23:00 (방송 50주년 특집)
- 《내일은 왕》 : 5.5 · 09:10~10:00 (어린이날 특집)
- 《고향》 : 7.31 · 22:00~23:00 (여름 특집)
- 《기다려도 기다려도》 : 8.14 · 22:00~23:00 (8.15 특집)
- 《최진사댁의 고명딸》 : 9.26 · 22:40~23:40 (추석 특집)

#### 1978
- 《풍년이요 풍년》 : 1.4 · 22:33~23:33 (신년 특집)
- 《꺼삐딴 리》 : 2.28 · 22:33~23:33 (3.1절 특집)
- 《넝쿨장미》 : 6.24 · 22:30~23:30 (6.25 특집)
- 《뜨거운 손》 : 8.14~17 · 22:05~23:05 (건국 30주년 특집)
  - 제1부 : 다시 그 여름
  - 제2부 : 여울목에서
  - 제3부 : 뼈와 살
  - 제4부 : 그들의 무지개
- 《내고향 버드레》 : 10.9 · 22:08~23:08 (새마을 특집)
- 《달아 달아 밝은 달아》 : 11.7 · 22:00~23:00 (창사 17주년 특집)

#### 1979
- 《까치골의 봄》 : 1.1 · 22:00~23:00 (신년 특집)
- 《미스터 아스팔트》 : 1.2 · 22:00~23:00 (신년 특집)
- 《대한문》 : 2.27~3.1 · 22:00~23:00(3부작) (3.1절 특집)
- 《선물》 : 5.4 · 22:00~23:00 (어린이날 특집)
- 《최후의 증인》 : 1979.6.25~27 · 22:00~23:00(3부작) (6.25 특집)
- 《한국인》 : 8.13~16 · 22:00~23:00 (8.15 특집)
  - 제1부 : 출발(13)
  - 제2부 : 운명(14)
  - 제3부 : 파도(15)
  - 제4부 : 귀로(16)
- 《홀로 서는 나무》 : 9.18 · 22:00~23:00 (새마을 특집)
- 《먼길도 아닌데》 : 10.5 · 22:00~23:00 (추석 특집)

### 1980년대

#### 1980
- 《밭》 : 1.1~3(3부작) · 21:00~22:00 (신년 특집)
- 《석유》 : 1.6 · 19:40~21:40 (신년 특집, 가상 드라마)
- 《변명》 : 2.29 · 21:35~23:05 (3.1절 특집)
- 《날아라 새야》 : 5.21 · 10:30~12:40 (어린이날 특집)
- 《아베의 가족》 : 6.25~27 · 21:45~22:45 (6.25 특집)
  - 제1부 : 아버지
  - 제2부 : 어머니
  - 제3부 : 아베
  - 제4부 : 나 · 27일 22:38~01:00 방영
- 《숨은 꽃》 : 7.25~8.1 · 21:45~22:30 (여름 특집)
- 《기도》 : 8.8 · 21:45~22:30 (여름 특집)
- 《의친왕》 : 8.13~15 · 21:45~22:30 (8.15 특집)
  - 제1부 : 북악의 작은 별
  - 제2부 : 동양에서 온 프린스 리
  - 제3부 : 조국, 내 조국
- 《달마중》 : 9.23 · 21:50~22:50 (추석 특집)
- 《고독한 영웅》 : 10.14 · 21:50~22:50 (새시대 특집)
- 《흥부전》 : 10.31(창사 19주년 기념)
  - 제1부 : 18:40~19:35
  - 제2부 : 19:35~20:30
- 《오오사까의 하늘 밑》 : 11.26 · 21:50~22:50 (새시대 특집)
- 《귀향》 : 12.22~23 · 20:10~21:00 (성탄절 특집)

#### 1981
- 《봄의 교향곡》 : 1.1 · 21:00~22:30 (신년 특집)
- 《옛날 옛적에》 : 1.2 · 21:00~22:30 (신년 특집)
- 《첫 손님》 : 1.3 · 21:10~22:30 (신년 특집)
- 《승자와 패자》 : 1.20 · 22:05~22:35 (신년 특집)
- 《아리랑》 : 2.28~3.1 · 20:00~20:50 (3.1절 특집)
- 《무인도의 꿈》 : 5.5 · 09:40~11:10 (어린이날 특집)
- 《노병》 : 6.6 · 20:00~21:00 (현충일 특집)
- 《불타는 다리》 : 6.24~25 · 21:00~23:00 (6.25 특집, 2부작)
- 《가장 긴 여름》 : 8.14 · 21:40~23:10 (8.15 특집, 2부작)
- 《칼과 이슬》 : 9.11 · 19:00~21:00 (추석 특집, 2부작)
- 《이심의 비련기》 : 12.3 ·20:30~23:30  (창사 20주년 특집, 3부작)
- 《부의 조건》 : 12.7~11 · 19:30~20:30 (창사 20주년 특집)
  - 제1부 : 바다
  - 제2부 : 땅
  - 제3부 : 서울
  - 제4부 : 겨레
  - 제5부 : 하늘

#### 1982
- 《아버지》 : 1.1 · 21:00~23:30 (신년 특집)
- 《청아》 : 1.2 · 09:00~10:30 (신년 특집)
- 《신돌석》 : 2.27~28 · 18:30~20:00 (3.1절 특집, 2부작)
- 《내일은 홈런》 : 5.5 · 09:25~10:55 (어린이날 특집)
- 《제너럴 셔먼호》 : 5.17~18 · 21:50~23:20 (한미 수교 100주년 특집, 2부작)
- 《신미양요》 : 5.17~20 · 21:50~23:20 (한미 수교 100주년 특집)
- 《서재필》 : 5.21~22 · 21:50~22:50 (한미 수교 100주년 특집)
- 《포로들》 : 6.25 · 07:00~09:00 (6.25 특집, 2부작)
- 《한》 : (8.15 특집) - 한국인 재발견 시리즈 제1화
  - 1부 : 8.14 · 21:40~23:10
  - 2부 : 8.15 · 22:00~23:30
- 《떡잎의 춤》 : 9.30 · 19:00~20:30 (추석 특집, 2부작)
- 《잃어버린 땅》 : 12.14 · 19:40~20:30 (가족계획 특집, 가상 드라마)

#### 1983
- 《아들아 내 아들아》 : 1.2 · 19:00~21:00 (신년 특집, 2부작)
- 《탯줄》 : 2.18 · 18:30~19:10 (가족계획 특집, 가상 드라마)
- 《광대가》 : 3.23~25 · 21:50~22:50 (신춘 특집, 3부작) - 한국인 재발견 시리즈 제2화
- 《봉암리 아이들》 : 5.5 · 09:30~11:00 (어린이날 특집)
- 《인연의 불》 : 5.20 · 18:55~20:55 (부처님 오신 날 특집, 2부작)
- 《인간의 문》 :  (6.25 특집, 2부작)
  - 1부 : 6.23 · 19:20~20:55
  - 2부 : 6.24 · 18:50~20:30
- 《악몽의 시나리오》 : 6.25 · 21:30~23:00 (6.25 특집)
- 《아내는 회장님》 : 7.8 · 19:40~20:55 (새마을 특집)
- 《엄복동》 : 8.15 · 19:00~20:55 (8.15 특집)
- 《다산 정약용》 : 8.22~24(1부), (2부) (여름 특집) - 한국인 재발견 시리즈 제3화
  - 제1부 : 서쪽에서 부는 바람(22 · 21:35~22:25)
  - 제2부 : 류민도(22 · 22:25~23:15)
  - 제3부 : 자명소(23 · 22:00~22:50)
  - 제4부 : 다산이 심은 뜻은(24 · 22:00~22:50)
- 《고산자 김정호》 : 11.28~29 · 22:10~23:50  (창사 22주년 특집, 2부작) - 한국인 재발견 시리즈 제4화

#### 1984
- 《토정 이지함》 : 1984.1.3 · 19:20~21:00 (신춘 특집)
- 《조선총독부》 : 2.29~3.1 · 22:10~23:00 (3.1절 특집)
  - 제1부 : 일식(2.29 · 22:10~23:00)
  - 제2부 : 지열(3.1 · 22:10~23:00)
  - 제3부 : 탁류(3.2 · 22:10~23:10)
  - 제4부 : 통곡(3.3 · 20:00~21:00)
  - 제5부 : 회천(3.4 · 20:00~21:00)
- 《추사 김정희》 : 4.12~13 · 22:15~23:50 - 한국인 재발견 시리즈 제5화
- 《굴레》 : 5.4 · 19:30~21:00 (사회문제 제기)
- 《해저무는 들녁에》 : 5.17 · 19:30~21:00 (가정문제 제기)
- 《북위 38도선》 : 6.24 (6.25 특집)
- 《유형의 땅》 : 6.25 · 21:45~23:50 (6.25 특집, 2부작)
- 《동토의 왕국》 : 9.12~16 (반공 특집)
  - 제1부 : (9.12 · 21:45~22:45)
  - 제2부 : (9.13 · 21:45~22:45)
  - 제3부 : (9.14 · 21:45~22:15)
  - 제4부 : (9.15 · 21:50~22:30)
  - 제5부 : (9.16 · 21:50~22:30)
- 《너의 수수께끼》 : 9.15 · 09:30~11:00 (청소년 특집)
- 《바람속의 들꽃》 : 1984.12.8~1985.1.6 · 20:00~21:00 (창사 23주년 특집, 텔러에세이)
  - 제1부 : 84.12.8 · 20:00~21:00
  - 제2부 : 84.12.9 · 20:00~21:00
  - 제3부 : 84.12.15 · 20:00~21:00
  - 제4부 : 84.12.16 · 20:00~21:00
  - 제5부 : 85.1.5 · 20:00~21:00
  - 제6부 : 85.1.6 · 20:00~21:00
- 《농무》 : 12.16 · 21:20~23:20  (창사 23주년 특집)

#### 1985
- 《일출봉에 해뜨거든》 : 1.2 · 19:00~21:00 (신년 특집)
- 《내일 뉴스》 : 1.3 · 17:10~18:10 (신년 특집)
- 《빛과 그림자》 : 1.12 · 18:00~20:00 (청소년 특집)
- 《잃어버린 이름》 : '2.28~3.1 · 21:45~23:45 (3.1절 특집)
- 《백선행》 : 3.4 · 21:45~22:45 - 한국인 재발견 시리즈 제6화
- 《누가 그런 말 하나요》 : 5.5 · 16:50~18:20 (어린이날 특집 뮤지컬)
- 《백발의 청춘》 : 6.16 · 09:30~11:00 (경로 효친 드라마)
- 《영웅시대》 : 6.24~27 · 21:45~23:45 (6.25 특집)
- 《외면》 : 8.15 · 21:45~23:15 - 8.15 문제작 시리즈 제1화
- 《그해의 삽화》 : 8.16 · 22:40~00:10 - 8.15 문제작 시리즈 제2화
- 《인간의 벽》 : 8.17 · 21:30~23:00 - 8.15 문제작 시리즈 제3화
- 《아! 내 고장》 : 8.18 · 21:30~23:00 - 8.15 문제작 시리즈 제4화
- 《양주골 김성태》 : 9.22 · 21:30~23:00 - 한국인 재발견 시리즈 제7화
- 《잃어버린 시간》 : 12.29 · 21:30~23:20 (청소년 특집)

#### 1986
- 《겨울 소나무》 : 1.2 · 19:30~21:00 (신년 특집 드라마)
- 《북으로 간 여배우》 : 3.14~16 ·  (특별기획 드라마)
  - 제1부 : 14 · 21:45~23:05
  - 제2부 : 15 · 21:30~23:50
  - 제3부 : 16 · 21:30~23:50
- 《사이공 억류기》 : 5.2 · 21:45~23:45 (금요 특별기획 드라마)
- 《바다의 노래》 : 5.5 · 16:50~18:20 (어린이날 특집 드라마)
- 《아버지, 우리 아버지》 : 5.9 · 21:45~231:15 (어버이날 특집 드라마)
- 《다시 나는 새》 : 5.11 · 21:30~23:00 (부처님 오신 날 특집 드라마)
- 《승패》 : 6.23 · 21:45~23:15 - 6.25 특별기획 문제작 시리즈 제1화
- 《시사회》 : 6.24 · 21:45~23:15 - 6.25 특별기획 문제작 시리즈 제2화
- 《일부 변경선》 : 6.25 · 21:45~23:15 - 6.25 특별기획 문제작 시리즈 제3화
- 《달궁》 : 6.26 · 21:45~23:15 - 6.25 특별기획 문제작 시리즈 제4화
- 《어둠 속의 빛 위대한 서민 이호구》 : 8.1 · 21:45~23:35 (금요 특별기획 드라마)
- 《그의 아내》 : 8.15 · 21:45~23:25 (8.15 특집 드라마)
- 《생인손》 : 8.16~17 · 21:30~23:00 (8.15 특집 드라마, 2부작)
- 《긴 강》 : 8.22 · 21:45~23:35 (납량 특집 드라마)
- 《갈매기》 : 9.12 · 21:45~23:35 (한강개발 준공기념 특집 드라마)
- 《좋은 날 좋은 사람》 :  9.18 · 22:00~23:35 (추석 특집 드라마)
- 《젊은 날의 초상》 : 12.1~3 · 21:40~23:10 (창사 25주년 특집 드라마)
  - 제1부 : 하구
  - 제2부 : 기쁜 우리 젊은 날
  - 제3부 : 그해 겨울

#### 1987
- 《우리들의 신부》 : 1987.1.1~2 · 19:30~21:00 (신년 특집)
  - 제1부 : 거미도 줄을 쳐아 벌레를 잡는다
  - 제2부 : 우리들의 갈빗대를 돌려다오
- 《엄마는 요술장이》 : 1987.1.11 · 17:45~18:45 (신년 특집)
- 《천둥소리》 : 1987.6.23~25 · 21:50~23:40 (6.25 특집, 국내 제작 드라마 사상 최초의 동시녹음으로 제작)
- 《한힌샘》 : 1987.8.15~16 · 22:30~00:10 (8.15 특집)
  - 제1부 : 38살의 한국인
  - 제2부 : 가갸거겨
- 《국물 있사옵니다》 : 1987.10.7 · 19:20~21:00 (추석 특집, 국내 최초 TV 창작 뮤지컬)
- 《남태평양 3000마일》 : 1987.11.29~12.1 (창사 26주년 특집)
  - 제1부 : 21:30~23:00
  - 제2부 : 22:00~23:30
  - 제3부 : 22:00~23:40
- 《다시 맞은 겨울》 : 1987.12.15 · 18:05~19:05 (창사 26주년 특집)

#### 1988년
- 《돈》 : 1988.1.1~2 · 19:30~21:00 (신년 특집)
- 《해후》 : 1988.3.1 · 21:50~23:50 (3.1절 특집)
- 《침묵의 도시》 : 1988.3.9 · 19:10~20:00 (환경청 공동제작 공해 특집)
- 《그 겨울의 긴 계곡》 : 1988.6.24 · 22:20~00:20 (6.25 특집)
- 《동방의 북소리》 : 1988.8.15 · 21:50~23:00 (8.15 특집)
- 《영원한 촛불》 : 1988.10.21 · 12:40~13:00 (경찰의 날 특집 드라마, 치안본부 제작 경찰 홍보)
- 《만남》 : 1988.12.1~3 (창사 27주년 특집, 3부작)
  - 제1, 2부 : 21:50~23:30
  - 제3부 : 21:30~23:10

#### 1989
- 《추억 만들기》 : 1.1 · 19:00~21:00 (신년 특집)
- 《초대받지 않은 여행》 : 5.4 · 18:35~20:00 (어린이날 특집)
- 《백범일지》 : 5.6~9 · 21:30~23:10 (특별기획)
  - 제1부 : 21:30~23:00
  - 제2부 : 22:00~23:30
  - 제3부 : 21:50~23:20
- 《수난2대》 : 6.25 · 22:00~00:20 (6.25 특집)
- 《테러리스트》 : 8.14 · 21:50~23:50 (8.15 특집)
- 《독도 수비대》: 8.15 · 21:50~23:20 (8.15 특집 TV 피처)
- 《사랑은 구름을 비로 내리고》 : 9.14 · 21:20~23:30 (추석 특집)
- 《타오르는 강》 : 11.28~30 (창사 28주년 특집)
  - 제1부 : 잡초의 뿌리
  - 제2부 : 불타는 대지
  - 제3부 : 흔들리는 영혼

### 1990년대

#### 1990
- 《내 친구 천사》 : 1.1 · 19:00~21:00 (신년 특집)
- 《각시방에 사랑 열렸네》 : 1.26 · 19:00~21:00 (설날 특집, 뮤지컬)
- 《특종》 : 2.28~3.1 · 19:30~21:00 (3.1절 특집)
  - 제1부 : 무관의 제왕
  - 제2부 : 펜은 칼보다 강하다
- 《니르바나》 : 5.2 · 17:40~19:00 (부처님 오신 날 특집)
- 《두 권의 일기》 : 5.19  (청소년의 달 특집)
  - 제1부 : 20:00~21:00
  - 제2부 : 21:30~22:30
- 《6월의 동화》 : 6.24 · 21:30~23:00 (6.25 특집)
- 《반민특위》 : 8.19~21 (8.15 특집, 3부작)
  - 제1부 : 21:30~23:00
  - 제2,3부 : 21:55~23:25
- 《추억 여행》 : 10.4 · 19:00~21:00 (추석 특집)
- 《에미》 : 12.3~4 (창사 29주년 특집, 3부작)
  - 제1부 : 21:55~22:55
  - 제2,3부 : 21:55~22:55

#### 1991
- 《화개장터》 : 1.2 · 19:00~21:00 (신년 특집)
- 《미끼와 고삐》 : 2.14~15 (설날 특집)
  - 제1부 : 20:00~21:00
  - 제2부 : 21:30~22:30
- 《고궁》 : 3.4~5 · 09:55~11:05 (3.1절 특집)
  - 제1부 : 오사카 성
  - 제2부 : 경복궁
- 《천사에게 날개를》 : 5.4 · 16:35~17:55 (어린이날 특집)
- 《엄마를 찾습니다》 : 8.3 · 17:30~19:00 (여름방학 특집)
- 《춘사 나운규》 : 8.14~15 · 21:55~23:25 (8.15 특집, 2부작) - 한국인 재발견 시리즈 제8화
- 《고수》 : 9.22 · 22:00~23:30 (추석 특집)

#### 1992
- 《천사는 말괄량이》 : 1.2 · 19:00~21:00 (신년 특집)
- 《일흔 살과 일곱 살》 : 2.3 · 19:00~21:00 (설날 특집)
- 《님이여》 : 5.3 · 22:00~23:30 (윤봉길 의사 의거 60주년 특집)
- 《오월의 이중주》 : 5.6 · 19:30~21:00 (어린이날 특집)
- 《나목》 : 6.24~25 · 21:50~23:20 (6.25 특집, 2부작)
- 《누가 이 사람을 모르시나요》 : 6.27 · 21:40~23:40 (6.25 특집)
- 《4일 간의 사랑》 : 7.27~28 · 22:00~23:10 (여름 특집, 2부작)
- 《춘원 이광수》 : 8.11~13 · 21:50~22:50 (8.15 특집, 3부작)
- 《가로수 그늘 속의 연가》 : 9.10~11 · 20:00~21:00 (추석 특집)

#### 1993
- 《호박은 넝쿨째 오지 않는다》 : 1.1 · 19:00~21:00 (신년 특집, 2부작)
- 《야등이》 : 1.23 · 09:00~12:00 (설날 특집 드라마)
- 《님의 침묵》 : 3.1 ·  (3.1절 특집)
  - 제1부 : 11:00~12:00
  - 제2부 : 12:10~13:10
- 《신화》 : 4.9 · 21:50~00:30 (기획 특집)
- 《천국에서 온 편지》 : 5.5 · 19:00~21:00 (어린이날 특집)
- 《뜨거운 강》 : 6.25 · 18:00~21:00 (6.25 특집, 3부작)
- 《칼 울음소리》 : 8.8 · 22:50~23:50 (납량 특집, 2부작)
- 《낙동강》 : 8.14~15 (8.15 특집)
  - 제1부 : 21:30~23:00
  - 제2부 : 21:50~23:20
- 《여인의 굴레》 : 9.6~7 · 21:50~22:50 (텔레에세이 특집, 2부작)
- 《사랑의 파도》 : 9.30~10.1 · 20:00~21:00 (추석 특집, 2부작)
- 《명태》 : 12.3 · 21:50~00:10 (창사 32주년 특집)

#### 1994
- 《남과 여》 : 1.1~2 · 20:00~21:00 (신년 특집)
- 《어머니》 : 2.9 · 22:50~00:30 (설날 특집)
- 《마흔 살에 얻은 행복》 : 2.11 · 19:30~21:00 (설날 특집)
- 《맞수》 : 2.28~3.1 · 21:50~22:50 (3.1절 특집)
- 《내가 할 수 있는 모든 것》 : 4.22 · 21:50~00:00 (장애인의 날 특집)
- 《6월에서 8월 사이》 : 6.25 · 21:40~자정 (6.25 특집)
- 《슬픈 아비의 노래》 : 7.1 · 21:50~23:50 (세계 가정의 해 특집)
- 《영화 만들기》 : 8.15 · 23:05~00:05 (8.15 특집)
- 《생의 한가운데》 : 8.31~9.1 · 11:55~23:55 (세계 가정의 해 특집)
- 《신사협정》 : 9.21~22 (추석 특집)
  - 1부 : 21일 21:35~22:35
  - 2부 : 22일 21:50~22:50
- 《거인의 손》 : 12.5~6 ·21:50~23:00 (창사 33주년 특집, 2부작)
- 《눈먼 새의 노래》 : 12.12~13 · 21:50~23:00 (장애인 교육 100주년 특집, 2부작)
- 《완전한 만남》 : 12.23 · 21:50~23:50 (세계 가정의 해 특집, 2부작)

#### 1995
- 《누군들 축복을 원치 않으랴》 : 1.1 · 22:00~자정 (신년 특집)
- 《캠퍼스 연가》 : 2.1 · 19:00~20:00 (설날 특집)
- 《손도장》 : 2.3 · 21:50~23:50 (설날 특집)
- 《노래 만들기》 : 3.1~2 · 22:55~00:05 (3.1절 특집)
- 《칠갑산》 : 6.25 · 22:05~00:25 (6.25 특집)
- 《최승희》 : 8.15~16 · 22:30~23:40 (광복 50주년 특집)
- 《비봉 가는 길》 : 9.9 · 09:40~11:40 (추석 특집 2부작)
- 《찬품단자》 : 12.1 · 10:50~불명 (창사 34주년 특집 2부작)

#### 1996
- 《아빠의 연인》 : 1.2 · 09:20~11:20 (신년 특집)
- 《춘향 아씨 한양 왔네》 : 2.19 · 10:20~12:40 (설날 특집)
- 《화투》 : 3.1 · 23:00~00:10 (3.1절 특집 2부작)
- 《명태》 : 4.11 · 14:20~17:00 (앙코르 특집)
- 《시민군 윤상원》 : 5.14~15 · 19:30~20:25 (광주MBC 제작 5.18 광주민주화운동 특집 2부작)
- 《생명》 : 5.19 · 22:30~00:50 (가정의 달 특집)
- 《낫》 : 6.24~25 · 21:50~23:00 (6.25 특집)
- 《덕혜옹주》 : 8.15 · 21:50~00:10 (8.15 특집)
- 《멸치 선생의 식탁》 : 9.28 · 10:50~12:50 (추석 특집)
- 《강가에 앉아서 울다》 : 10.16~17 · 21:50~23:00 (기획 특집 2부작)
- 《세상에서 가장 아름다운 이별》 : 12.2 · 22:00~자정 (창사 35주년 특집 2부작)
- 《1961년생》 : 12.6 · 22:00~23:10 (창사 35주년 특집 코미디)

#### 1997
- 《황금 깃털》 : 1.6~7 · 22:55~23:55 (신년 특집)
- 《강릉가는 옛길》 : 2.6 · 23:00~01:00 (설날 특집)
- 《사랑의 조건》 : 3.1 · 20:30~00:50 (3.1절 특집)
- 《딸의 선택》 : 5.5~6 · 21:55~23:10 (가정의 달 기획)
- 《바람과 강》 : 6.25~26 · 23:00~00:10 (6.25 특집)
- 《객사》 : 8.15 · 21:55~00:55 (8.15 특집 3부작)
- 《달수의 홀로 아리랑》 : 9.8~9 · 21:55~22:55 (추석 특집)
- 《누리야 누리야 뭐하니》 : 9.17 · 10:30~12:30 (추석 특집)
- 《미세스 신데렐라》 : 9.17 · 19:25~20:25 (추석 특집 패러디)
- 《TV 천국》 : 12.1 · 23:00~자정 (창사 36주년 특집 코미디)
- 《하얀새》 : 12.3 · 22:00~자정 (창사 36주년 특집)
- 《사랑보다 더 큰 사랑》 : 12.5 · 22:20~00:40 (창사 36주년 특집)
- 《EXIT - 비상구는 없다》 : 12.6 · 22:20~23:25 (창사 36주년 특집 코미디)

#### 1998
- 《새의 선물》 : 1.2 · 21:40~자정 (신년 특집)
- 《사랑의 열쇠》 : 1.29 · 10:00~정오 (설날 특집)
- 《피아노》 : 3.30~31 · 21:55~22:55 (IMF 기획 특집)
- 《그 날 이후》 : 5.1 · 22:00~자정 (법의 날 특집)
- 《이방인》 : 6.25~26 · 21:55~22:55 (6.25 특집)

#### 1999
- 《험한 세상의 다리》 : 1.1 · 22:55~00:55 (신년 특집)
- 《동행》 : 2.14 · 22:35~00:35 (설날 특집)
- 《토끼, 여우를 이기다》 : 2.17 · 22:35~23:35 (설날 특집)
- 《오른손과 왼손》 : 6.25 · 22:00~23:20 (6.25 특집)
- 《미찌꼬》 : 8.13 · 22:00~자정 (8.15 특집)
- 《며느리들》 : 9.25 · 10:40~12:40 (추석 특집 2부작)
- 《아름다운 서울》 : 12.3 · 21:55~00:35 (창사 38주년 특집)
- 《Y2K》 : 12.24 · 20:50~00:50 (밀레니엄 특집)

### 2000년대

#### 2000
- 《사랑한다고 말해봤니?》 : 1.14 (특별 기획 HDTV)[1]
- 《당신의 둥지는 어디였을까》 : 5.26 (가정의 달 특집)
- 《선감도》 : 8.15 (8.15 특집)
- 《갑수씨의 보름달》 : 9.13 (추석 특집)
- 《에어포스》 : 11.15~16 (국방홍보원 공동제작 공군)
- 《가시고기》 : 12.8~9 (창사 39주년 특집)
- 《꽃보다 아름다운 그녀》 : 12.15 (창사 39주년 특집)

#### 2001
- 《며느리들》 : 1.25 (설날 특집, 99년작의 속편)
- 《길모퉁이》 : 3.16 (창사 40주년 특집)
- 《늑대사냥》 : 4.27 (기획특집 드라마)
- 《낮에도 별은 뜬다》 : 5.18 (5.18 광주항쟁 21주기 특집)
- 《어무이》 : 9.28 (HDTV 특집)
- 《세 번째 우연》 : 10.1 (추석 특집)
- 《네이비》 : 10.12 (국방홍보원 공동제작 HDTV 특집)
- 《소풍》 : 12.26~27 (창사 40주년 특집)

#### 2002
- 《가화만사성》 : 2.13 (설날 특집)
- 《프렌즈》 : 2.15~16 (2002 한일월드컵 공동개최 기념 한일합작)
- 《가리봉 엘레지》 : 3.17 (기획 특집)
- 《난 왜 아빠랑 성이 달라?》 : 5.1~2 (가정의 달 특집)
- 《순수청년 박종철》 : 6.24 (민주화 기획 특집 드라마)
- 《링링》 : 9.11~12 (한중합작 드라마)
- 《부엌데기》 : 9.21 (추석 특집 드라마)
- 《막상막하》 : 11.25~12.2 (국방홍보원 공동제작 특집 드라마)
- 《너희가 나라를 아느냐》 : 12.6~7 (창사 41주년 특집 드라마)

#### 2003
- 《순덕이》 : 2.1 (설날 특집 드라마)
- 《제비꽃》 : 5.2 (가정의 달 특집 드라마)
- 《2003 신 견우직녀》 : 7.18 (정전 50주년 특집 드라마)
- 《스쿨버스》 : 9.11 (추석 특집 드라마)
- 《사막의 샘》 : 12.17~19 (창사 42주년 특집 드라마)
- 《아르곤》 : 12.24~25 (국방홍보원 공동제작 특집 드라마)

#### 2004
- 《굿모닝, 공자》 : 1.22 (설날 특집 드라마)
- 《별의 소리》 : 1.30 (한일합작 드라마)
- 《나의 숨은 사랑》 : 4.23 (장애인의 날 특집 드라마)
- 《연화도》 : 5.29~30 (부처님 오신 날 특집 드라마)
- 《아버지의 바다》 : 9.28 (추석 특집 드라마)
- 《파란 하늘 빨간 우체통》 : 11.12 (충주MBC 제작 창사 34주년 특집 드라마)
- 《우리가 물이 되어》 : 12.3 (창사 43주년 특집 드라마)

#### 2005
- 《해후》 : 2005년 2월 11일 (설날 특집 드라마)
- 《봄날의 미소》 : 2005년 5월 9일 ~ 2005년 5월 10일 (가정의 달 특집 드라마)
- 《직지》 : 2005년 12월 3일 (창사 44주년 HD 특집 드라마)

#### 2006
- 《우리 다시 사랑할까요?》: 3.18 (신춘 특집 2부작  드라마)
- 《기적》 : 12.9~17일 (창사 45주년 특집 드라마)

#### 2007
- 《그라운드 제로》 : 7.11~12 (2부작 특집 드라마)
- 《향단전》 : 9.3~4일 (2부작 특집 드라마)

#### 2008
- 《쑥부쟁이》 : 2.7~8 (설 특집 드라마), 5.12~16 (가정의 달 특집 앙코르 드라마)
- 《우리들의 해피엔딩》 : 5.7~8 (가정의 달 특집 드라마)

### 2010년대

#### 2010
- 《된장군과 낫토짱의 결혼전쟁》 : 2.27~28 (2부작 특집 드라마)
- 《기적》 : 3.15~18 (앙코르 특집 드라마)
- 《우리 다시 사랑할까요?》 : 3.24~25 (앙코르 특집 드라마)
- 《누나의 3월》 : 3.26 (마산MBC 제작 3.15 의거 50주년 특집 드라마)
- 《런닝, 구》 : 6.10~17 (가정의 달 특집 드라마)
- 《주부 김광자의 제3활동》 : 9.22 (추석 특집 드라마, MBC 일요 드라마 극장의 첫 번째 작품)

#### 2011
- 《절정》 : 8.15 (8.15 특집 드라마)
- 《나는 살아있다》 : 12.11 (창사 50주년 특집 드라마)

#### 2012
- 《못난이 송편》 : 10.24~25 (추석 특집 드라마)

#### 2013
- 《세상에서 가장 위대한 일》 : 9.19 (추석 특집 드라마)

#### 2014년
- 《내 인생의 혹》 : 9.8 (추석 특집 드라마, 드라마 페스티벌의 두 번째 작품)

#### 2015
- 《퐁당퐁당 Love》 : 12.13~20 (창사 54주년 특집 드라마)

#### 2017
- 《빙구》 : 2.5~12

#### 2018
- 《절정》 : 2.28~3.1 (3.1절 특집 앙코르 드라마)
- 《미치겠다, 너땜에!》 : 5.7~8 (월화 드라마로 방영)

### 2020년대

#### 2020
- 《미쓰리는 알고 있다》 : 7.8~16 (수목 드라마로 방영)

#### 2021
- 《이벤트를 확인하세요》 : 8.14~9.4 (토요 드라마로 방영)
- 《뫼비우스 : 검은 태양》 : 10.29~30 (금토 드라마로 방영)

#### 2022
- 《멧돼지 사냥》 : 8.1~22
- 《팬레터를 보내주세요》 : 11.18~26 (금토 드라마로 방영)

#### 2024
- 《나는 돈가스가 싫어요》 : 7.5~6 (금토 드라마로 방영)

#### 2025
- 《맹감독의 악플러》 : 5.23~24 (금토 드라마로 방영)

## 같이 보기
| - 동양방송 특집드라마 - 한국방송공사 1TV 특집드라마 - 한국방송공사 2TV 특집드라마 - 문화방송 특집드라마 | - SBS 특집드라마 - JTBC 특집드라마 - MBN 특집드라마 - TV조선 특집드라마 |